# فولاري

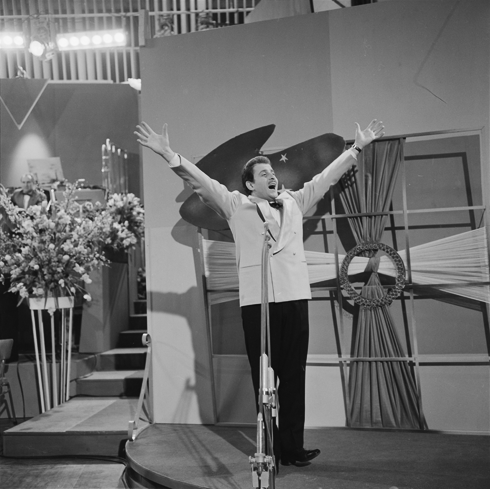

فولاري أو Volare(إيطالية مصدر للفعل "لنحلق”) وهي الاسم المشهور لنفس الأغنية للمغني الإيطالي دومينيكو مودونيو باسم "نيل بلو دبينتو دي بلو" “Nel blu dipinto di blu”، (و تعني "في الزرقة لون الزرقة").

## حلم التحليق
كتبت الأغنية من قبل كل من دومنيكو مودونو الذي كان يحاول الشعور بالتحليق وفرانكو مقيلاتشي، وقام مودونو بتلحينها أيضا. «نيل بلو ديبنتو دي بلو» قدمت من قبل دومنيكو مودونو وجوني دورييلي في عام 1958 بمهرجان سانريمو للموسيقى، وفازت بالمسابقة محققة انتشارا شعبيا واسعا، وتم اختيارها لتمثل إيطاليا في مسابقة يوروفجن الغنائية في نفس العام، وحلت ثالثة.

## فولاري في العالم
الأغنية التي صارت مشهورة علي مستوي العالم باسم «فولاري»، أصبحت على قمة الأغاني الأكثر شعبية في أغلب التصويتات حول العالم، وتم عمل العديد من الاصدرات المختلفة لها من اللغات والبلدان، في فرنسا، وبلجيكا، وإسبانيا، والمكسيك والأرجنتين والبرازيل وفينلندا.
في العام التالي حصل مودونو على جائزتي غرامي لكل من أغنية العام، والألبوم الغنائي للعام. وحصل على جائزة أفضل أغنية في العام من مجلة بيلبورد، أيضا حصل على ثلاثة أسطوانات ذهبية من صناعة الإسطوانات: أفضل مغني، أفضل أغنية، وأفضل مبيعات ألبوم.
لم تتوقف نجاحات هذه الأغنية، فلقد حصلت على المركز الثاني كأفضل أغنية في التاريخ الغنائي، بتصويت تم أثناء الاحتفالات بمرور خمسين عام على مسابقة يوروفجين، بكوبنهاغن بالدنمارك عام 2005.
بعد النجاح الكبير الذي حصلت عليه الأغنية، عند إصدارها لأول مرة، أعيد تأديتها عشرات المرات، بعد ذلك. فقد تم إصدار نسخة أيطالية إنجليزية من قبل الأخوات ماغواير وأيضا نسخة إنجليزية من قبل بوبي ريدل، أيضا هناك نسخة إيطالية إسبانية أدتها فرقة جيبسي كينقز الإسبانية
في عام 2004 أستخدمتها مطاعم أربيز الأمريكية في أحد إعلاناته التلفزيونية.

## إطراء
عنما تسلم بيني أنديرسون وبيجرون يولفيزوس، عضوي فرقة أبا الغنائية جائزة أفضل أغنية في كل الأوقات، عن أغنيتهم ويترلو في احتفالات يوروفرجين والتي حلت فيها فولاري ثانية، قال أنديرسون: “ أنا نفسي صوت لفولاري، لكن الآخرين صوتوا لنا".